# Hadleigh Castle
Hadleigh Castle är en medeltida borgruin i England. Den ligger i grevskapet Essex, 7 km väster om Southend-on-Sea. 
Hadleigh Castle uppfördes omkring 1215 av Hubert de Burgh, earl av Kent. På grund av det strategiska läget vid Themsens mynning byggdes den ut på 1300-talet av Edvard II och hans son Edvard III på 1300-talet. Borgen började rivas på 1500-talet av Richard Rich, 1:e baron Rich som använde stenen som byggnadsmaterial. Konstnären John Constable avbildade ruinen 1814.

## Bildgalleri

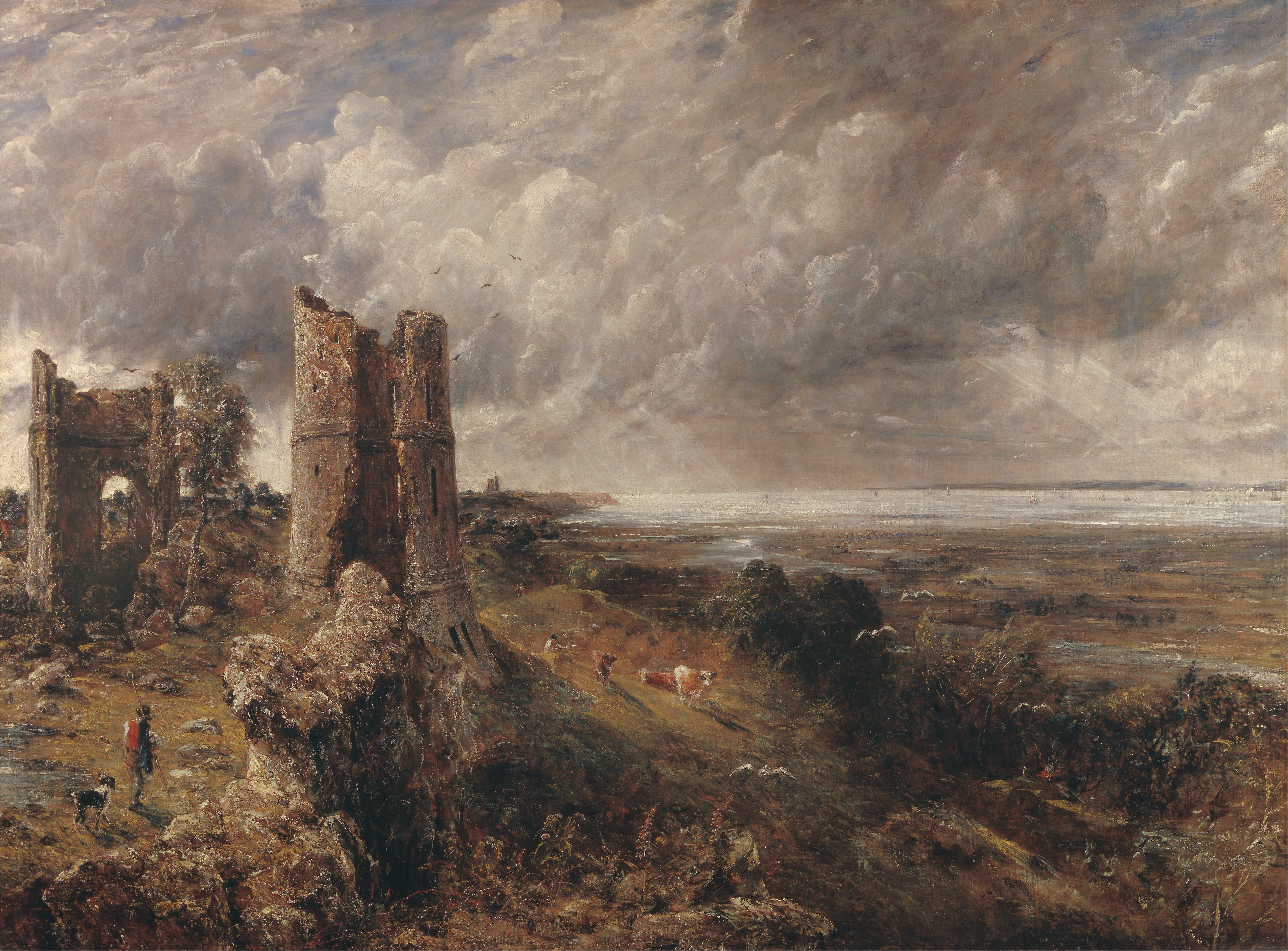
Hadleigh Castle, målning av John Constable fån 1814.